# 1119 Еубеја
1119 Еубеја (енгл. 1119 Euboea) је астероид главног астероидног појаса са пречником од приближно 31,49 .
Афел астероида је на удаљености од 3,011 астрономских јединица (АЈ) од Сунца, а перихел на 2,213 АЈ.
Ексцентрицитет орбите износи 0,152, инклинација (нагиб) орбите у односу на раван еклиптике 7,865 степени, а орбитални период износи 1542,516 дана (4,223 године).
Апсолутна магнитуда астероида је 11,20 а геометријски албедо 0,059.
Астероид је откривен 27. октобра 1927. године.